# ウェルシュ・テリア
ウェルシュ・テリアは、ウェールズ地方原産のテリア犬。

## 特徴
体高約38cm、体重は10kg前後のテリア犬。特徴は近縁のエアデール・テリアに準ずるが、やや小柄。
もとウェールズで古くから家畜の番などに使役されていた犬種で、第一次世界大戦後の品種改良ブームで現在の品種に固定された。
現在のウェルシュ・テリアは主に愛玩犬として飼育されている。
短く硬い巻き毛が全身を覆い、全身は黄褐色、背中にちょうど馬の鞍のような形の大きな黒い斑があるなど、体の大きさ以外はエアデール・テリアと瓜二つで、よく混同される。